# 51. Szaturnusz-gála
Az 51. Szaturnusz-gála a 2022-es és a 2023-as év legjobb filmes és televíziós sci-fi, horror és fantasy alakításait értékelte. A díjátadót 2024. február 4-én tartották a kaliforniai L.A. Marriott Burbank Hotelben, a műsor házigazdája Joel McHale volt. A jelöltek listáját 2024. december 6-án hozták nyílvánosságra. A gálát élőben közvetítették az Electric Entertainment OTT alkalmazásán, az ElectricNow-on.
A díjátadó szervezet az előző ünnepségen tartotta a Szaturnusz-díj 50. évfordulóját, ennek alkalmából a gálát 47.-ről 50.-re  nevezték át, és a számozást is így folytatták.

## Győztesek és jelöltek
Forrás:

### Film
| Legjobb képregény-adaptáció | Legjobb sci-fi-film |
| --- | --- |
| - A galaxis őrzői: 3. rész - A Hangya és a Darázs: Kvantumánia - Fekete Párduc 2. - Kék Bogár - Flash – A Villám | - Avatar: A víz útja - Az Alkotó - M3GAN - Préda - Transformers: A fenevadak kora |
| Legjobb fantasyfilm | Legjobb horrorfilm |
| - Indiana Jones és a sors tárcsája - Barbie - Dungeons & Dragons: Betyárbecsület - Kísértetkastély - A kis hableány | - Beszélj hozzám! - Barbár - Gonosz halott: Az ébredés - Insidious – A vörös ajtó - Renfield - Sikoly VI. - Mosolyogj |
| Legjobb akciófilm vagy kalandfilm | Legjobb filmthriller |
| - Mission: Impossible – Leszámolás - A gyilkos járat - A védelmező 3. - Halálos iramban 10. - John Wick: 4. felvonás - The Woman King – A harcos | - Oppenheimer - Nincs baj, drágám - Tőrbe ejtve – Az üveghagyma - Kopogás a kunyhóban - The Lesson - A menü |
| Legjobb animációs film | Legjobb nemzetközi film |
| - Pókember: A pókverzumon át - Elemi - Csizmás, a kandúr: Az utolsó kívánság - Super Mario Bros.: A film - Suzume - Tini Nindzsa Teknőcök: Mutáns káosz | - Sisu ( Finnország) - Madeleine Collins ( Franciaország) - Eltűnt ( Fülöp-szigetek) - A bűn melegágya ( Kanada) - Ransomed ( Dél-Korea) - A látogatás ( Dánia) |
| Legjobb rendező | Legjobb forgatókönyv |
| - James Cameron – Avatar: A víz útja - Greta Gerwig – Barbie - James Gunn – A galaxis őrzői: 3. rész - James Mangold – Indiana Jones és a sors tárcsája - Mark Mylod – A menü - Christopher Nolan – Oppenheimer - Danny és Michael Philippou – Beszélj hozzám! | - Avatar: A víz útja – James Cameron,Rick Jaffa, Amanda Silver - Barbie – Noah Baumbach, Greta Gerwig - A menü – Seth Reiss, Will Tracy - Mission: Impossible – Leszámolás – Erik Jendresen, Christopher McQuarrie - Oppenheimer – Christopher Nolan - Pearl – Ti West, Mia Goth |
| Legjobb férfi főszereplő | Legjobb női főszereplő |
| - Harrison Ford – Indiana Jones és a sors tárcsája (Indiana Jones) - Ralph Fiennes – A menü (Julian Slowik) - Ben Kingsley – Jules (Milton Robinson) - Cillian Murphy – Oppenheimer (Robert Oppenheimer) - Chris Pratt – A galaxis őrzői: 3. rész (Peter Quill / Űrlord) - Keanu Reeves – John Wick: 4. felvonás (John Wick) - Sam Worthington – Avatar: A víz útja (Jake Sully) | - Margot Robbie – Barbie (Barbie) - Viola Davis – The Woman King – A harcos (Nanisca) - Mia Goth – Pearl (Pearl) - Amber Midthunder – Préda (Naru) - Zoë Saldana – Avatar: A víz útja (Neytiri) - Anya Taylor-Joy – A menü (Margot Mills / Erin) |
| Legjobb férfi mellékszereplő | Legjobb női mellékszereplő |
| - Nicolas Cage – Renfield (Drakula) - Robert Downey Jr. – Oppenheimer (Lewis Strauss) - Ryan Gosling – Barbie (Ken) - Michael Keaton – Flash – A Villám (Bruce Wayne / Batman) - Stephen Lang – Avatar: A víz útja (Miles Quaritch) - Mads Mikkelsen – Indiana Jones és a sors tárcsája (Jürgen Voller) | - Emily Blunt – Oppenheimer (Kitty Oppenheimer) - Angela Bassett – Fekete Párduc 2. (Ramonda) - Jane Curtin – Jules (Joyce) - Melissa McCarthy – A kis hableány (Ursula) - Phoebe Waller-Bridge – Indiana Jones és a sors tárcsája (Helena Shaw) - Sophie Wilde – Beszélj hozzám! (Mia)                                                                                                   |
| Legjobb fiatal színész | Legjobb vágás |
| - Xolo Maridueña – Kék Bogár (Jaime Reyes / Kék Bogár) - Halle Bailey – A kis hableány (Ariel) - Vivien Lyra Blair – A mumus (Sawyer Harper) - Jack Champion – Avatar: A víz útja (Miles "Gekkó" Socorro) - Violet McGraw – M3GAN (Cady) - Noah Schnapp – The Tutor (Jackson) | - Oppenheimer – Jennifer Lame - Avatar: A víz útja – Stephen Rivkin, David Brenner, John Refoua, James Cameron - Halálos iramban 10. – Dylan Highsmith, Kelly Matsumoto, Corbin Mehl, Laura Yanovich - Indiana Jones és a sors tárcsája – Andrew Buckland, Michael McCusker, Dirk Westervelt - John Wick: 4. felvonás – Nathan Orloff - Mission: Impossible – Leszámolás – Eddie Hamilton |
| Legjobb filmzene | Legjobb látványtervezés |
| - Indiana Jones és a sors tárcsája – John Williams - Avatar: A víz útja – Simon Franglen - Barbie – Mark Ronson, Andrew Wyatt - A kis hableány – Alan Menken - Renfield – Marco Beltrami - Pókember: A pókverzumon át – Daniel Pemberton | - Barbie – Sarah Greenwood - Avatar: A víz útja – Dylan Cole, Ben Procter - A galaxis őrzői: 3. rész – Beth Mickie - John Wick: 4. felvonás – Kevin Kavanaugh - Oppenheimer – Ruth De Jong - Renfield – Alec Hammond |
| Legjobb jelmez | Legjobb smink |
| - Barbie – Jacqueline Durran - Avatar: A víz útja – Bob Buck, Deborah Scott - Fekete Párduc 2. – Ruth E. Carter - A galaxis őrzői: 3. rész – Judianna Makovsky - Indiana Jones és a sors tárcsája – Joanna Johnston - Oppenheimer – Ellen Mirojnick | - A szövetség – Donald Mowat - Gonosz halott: Az ébredés – Luke Polti - A galaxis őrzői: 3. rész – Alexei Dmitriew, Lindsay MacGowan, Shane Mahan - Oppenheimer – Luisa Abel, Jason Hamer - Préda – Alec Gillis, Tom Woodruff Jr. - Renfield – Christien Tinsley |
| Legjobb különleges effektek | Legjobb független film |
| - Avatar: A víz útja – Joe Letteri, Richard Baneham, Eric Saindon, Daniel Barrett - Az Alkotó – Jay Cooper, Ian Comley, Andrew Roberts, Neil Corbould - A galaxis őrzői: 3. rész – Stephane Ceretti, Alexis Wajsbrot, Guy Williams, Dan Sudick - Indiana Jones és a sors tárcsája – Andrew Whitehurst, Kathy Siegel, Robert Weaver, Alistair Williams - Mission: Impossible – Leszámolás – Alex Wuttke, Simone Coco, Jeff Sutherland, Neil Corbould - Oppenheimer – Andrew Jackson, Giacomo Mineo, Scott R. Fisher, Dave Drzewiecki | - Pearl - Aporia - Brooklyn 45 – A szeánsz - Zuhanás - Jules - The Tutor |

### Televízió

#### Műsorok
| Legjobb televíziós sci-fi-sorozat | Legjobb televíziós fantasysorozat |
| --- | --- |
| - Star Trek: Picard (Paramount+) - Andor (Disney+) - Alapítvány (Apple TV+) - A Mandalóri (Disney+) - A periféria (Prime Video) - A siló (Apple TV+) - Star Trek: Különös új világok (Paramount+)                                                | - Wednesday (Netflix) - Kísértetek (CBS) - Elveszett próféciák (Prime Video) - Sárkányok háza (HBO / HBO Max) - A Gyűrűk Ura: A hatalom gyűrűi (Prime Video) - Mayfair Witches (AMC) - Dalária (Apple TV+) |
| Legjobb televíziós horrorsorozat | Legjobb televíziós akcióthriller-sorozat |
| - The Last of Us (HBO / HBO Max) - Amerikai Horror Story (FX / Hulu) - Interjú a vámpírral (AMC) - Chucky (SyFy / USA Network) - Fear the Walking Dead (AMC) - Kiút (MGM+) - Hétköznapi vámpírok (FX / Hulu)                                     | - Outlander – Az idegen (Starz) - La Brea (NBC) - Manifest (Netflix) - Quantum Leap (NBC) - Jack Ryan (Prime Video) - Vaják (Netflix) - Túlélőjátszma (Showtime)                                           |
| Legjobb televíziós animációs film vagy sorozat | Legjobb televíziós szuperhős-adaptáció sorozat |
| - Star Wars: A Rossz Osztag (Disney+) - Chainsaw Man (Crunchyroll) - Gremlins: Secrets of the Mogwai (HBO / HBO Max) - Pinokkió (Netflix) - Harley Quinn (HBO / Max) - Kalandjaim Supermannel (Adult Swim) - Star Trek: Lower Decks (Paramount+) | - Superman és Lois (The CW) - Doom Patrol (HBO / HBO Max) - Flash – A Villám (The CW) - Sandman: Az álmok fejedelme (Netflix) - Titkos invázió (Disney+) - Amazon: Ügyvéd (Disney+) - Stargirl (The CW)    |
| Legjobb televíziós műsor | Legjobb új televíziós sorozat |
| - Éjjeli Vérfarkas (Disney+) - Fekete tükör (Netflix) - Guillermo del Toro: Rémségek tára (Netflix) - Hókusz pókusz 2. (Disney+) - Az éjféli klub (Netflix) - Mrs. Davis (Peacock) - The Munsters (Netflix)                                      | - Andor (Disney+) - The Ark (SyFy) - The Last of Us (HBO / HBO Max) - A Gyűrűk Ura: A hatalom gyűrűi (Prime Video) - A siló (Apple TV+) - The Walking Dead: Dead City (AMC) - Wednesday (Netflix)          |

#### Színészek
| Legjobb televíziós színész | Legjobb televíziós színésznő |
| --- | --- |
| - Patrick Stewart – Star Trek: Picard (Paramount+) (Jean-Luc Picard) - Sam Heughan – Outlander – Az idegen (Starz) (Jamie Fraser) - Tyler Hoechlin – Superman és Lois (The CW) (Clark Kent / Superman) - Diego Luna – Andor (Disney+) (Cassian Andor) - Anson Mount – Star Trek: Különös új világok (Paramount+) (Christopher Pike) - Pedro Pascal – The Last of Us (HBO / HBO Max) (Joel) - Harold Perrineau – Kiút (MGM+) (Boyd Stevens)                                        | - Caitríona Balfe – Outlander – Az idegen (Starz) (Claire Fraser) - Lauren Cohan – The Walking Dead: Dead City (AMC) (Maggie Rhee) - Emma D’Arcy – Sárkányok háza (HBO / HBO Max) (Rhaenyra Targaryen) - Rebecca Ferguson – A siló (Apple TV+) (Juliette Nichols) - Tatiana Maslany – Amazon: Ügyvéd (Disney+) (Jennifer Walters / Amazon) - Rose McIver – Kísértetek (CBS) (Samantha "Sam" Arondekar) - Elizabeth Tulloch – Superman és Lois (The CW) (Lois Lane)                        |
| Legjobb televíziós férfi mellékszereplő | Legjobb televíziós női mellékszereplő |
| - Jonathan Frakes – Star Trek: Picard (Paramount+) (William T. Riker) - Harvey Guillén – Hétköznapi vámpírok (FX / Hulu) (Guillermo de la Cruz) - Ernie Hudson – Quantum Leap (NBC) (Herbert "Magic" Williams) - Ethan Peck – Star Trek: Különös új világok (Paramount+) (Spock) - Matt Smith – Sárkányok háza (HBO / HBO Max) (Daemon Targaryen) - Edward Speleers – Star Trek: Picard (Paramount+) (Jack Crusher) - Todd Stashwick – Star Trek: Picard (Paramount+) (Liam Shaw) | - Jeri Ryan – Star Trek: Picard (Paramount+) (Hét Kilenced) - Jess Bush – Star Trek: Különös új világok (Paramount+) (Christine Chapel) - Celia Rose Gooding – Star Trek: Különös új világok (Paramount+) (Nyota Uhura) - Genevieve O’Reilly – Andor (Disney+) (Mon Mothma) - Katee Sackhoff – A Mandalóri (Disney+) (Bo-Katan Kryze) - Sophie Skelton – Outlander – Az idegen (Starz) (Brianna "Bree" Randall Fraser) - Rebecca Wisocky – Kísértetek (CBS) (Henrietta "Hetty" Woodstone) |
| Legjobb fiatal színész (televíziós sorozat) | Legjobb televíziós vendégszereplő |
| - Jenna Ortega – Wednesday (Netflix) (Wednesday Addams) - Milly Alcock – Sárkányok háza (HBO / HBO Max) (fiatal Rhaenyra Targaryen) - Freya Allan – Vaják (Netflix) (Ciri) - Zackary Arthur – Chucky (SyFy / USA Network) (Jake Wheeler) - Brec Bassinger – Stargirl (The CW) (Courtney Whitmore / Stargirl) - Bella Ramsey – The Last of Us (HBO / Max) (Ellie) - Igby Rigney – Az éjféli klub (Netflix) (Kevin)                                                                 | - Paul Wesley – Star Trek: Különös új világok (Paramount+) (James T. Kirk) - Gael García Bernal – Éjjeli Vérfarkas (Disney+) (Jack Russell / Éjjeli Vérfarkas) - Giancarlo Esposito – A Mandalóri (Disney+) (Gideon moff) - Nick Offerman – The Last of Us (HBO / HBO Max) (Bill) - Amanda Plummer – Star Trek: Picard (Paramount+) (Vadic) - Andy Serkis – Andor (Disney+) (Kino Loy) - Catherine Zeta-Jones – Wednesday (Netflix) (Morticia Addams)                                     |

### Házimozi
| Legjobb 4K megjelenés | Legjobb klasszikus film DVD vagy Blu-ray |
| --- | --- |
| - John Wick: 4. felvonás (Lionsgate) - Münchausen báró kalandjai (Criterion) - Cujo (Kino Lorber) - Az ördögűző: 50th Anniversary Edition (Warner Bros.) - Hasznos holmik (Kino Lorber) - Star Trek: Csillagösvény – The Director's Edition (Paramount) - Élni és meghalni Los Angelesben (Kino Lorber) | - Hódítók a Marsról [4K] (Ignite) - Attack of the 50 Foot Woman (Warner Archives) - Földön kívüli jövevények [4K] (Universal) - It! The Terror from Beyond Space [4K] (Kino Lorber) - A mandzsúriai jelölt [4K] (Kino Lorber) - A vadász éjszakája [4K] (Kino Lorber) - Az inkák titka (Kino Lorber)        |
| Legjobb DVD vagy Blu-ray gyűjtemény | Legjobb televíziós műsor DVD vagy Blu-ray |
| - Superman: 5 filmes gyűjtemény (1978 – 1987) [4K Ultra HD + Blu-ray] (Warner Bros.) - Arsène Lupin-gyűjtemény (Kino Lorber) - Irwin Allen-gyűjtemény (Shout! Factory) - Mr. Wong-gyűjtemény (Kino Lorber) - Shawscope: Volume Two (Arrow Video) - Universal Classic Monsters: Horrorikonok, Volume 2 [4K Ultra HD + Blu-ray] (Universal) - Warner Bros. 100. évfordulós, 25 filmes gyűjtemény: Volume Four (Thrillers, Sci-Fi & Horror) (Warner Bros.) | - Night Gallery (3. évad) (Kino Lorber) - Interjú a vámpírral (1. évad) (AMC) - Better Call Saul (A teljes sorozat) (AMC) - Creepshow (3. évad) (RLJ Entertainment) - Ki vagy, doki?: The Abominable Snowman (BBC) - Loki (1. évad) – 4K Steelbook (Disney Home Media) - Quantum Leap (1. évad) (Universal) |

### Különdíj
- George Pal Memorial Award: Dave Filoni
- Életműdíj: Jodie Foster, A Star Trek: Az új nemzedék stábja
- Visionary Award: Christopher Nolan
- Lance Reddick Legacy Award: Keanu Reeves
- Robert Forster Artist's Award: Seth MacFarlane
- Dan Curtis Legacy Award: A The Walking Dead-franchise

## Fordítás
- Ez a szócikk részben vagy egészben  a(z)   51st Anniversary Saturn Awards című angol Wikipédia-szócikk fordításán alapul.  Az eredeti cikk szerkesztőit annak laptörténete sorolja fel. Ez a jelzés csupán a megfogalmazás eredetét és a szerzői jogokat jelzi, nem szolgál a cikkben szereplő információk forrásmegjelöléseként.